# Matej-Bel-Universität Banská Bystrica

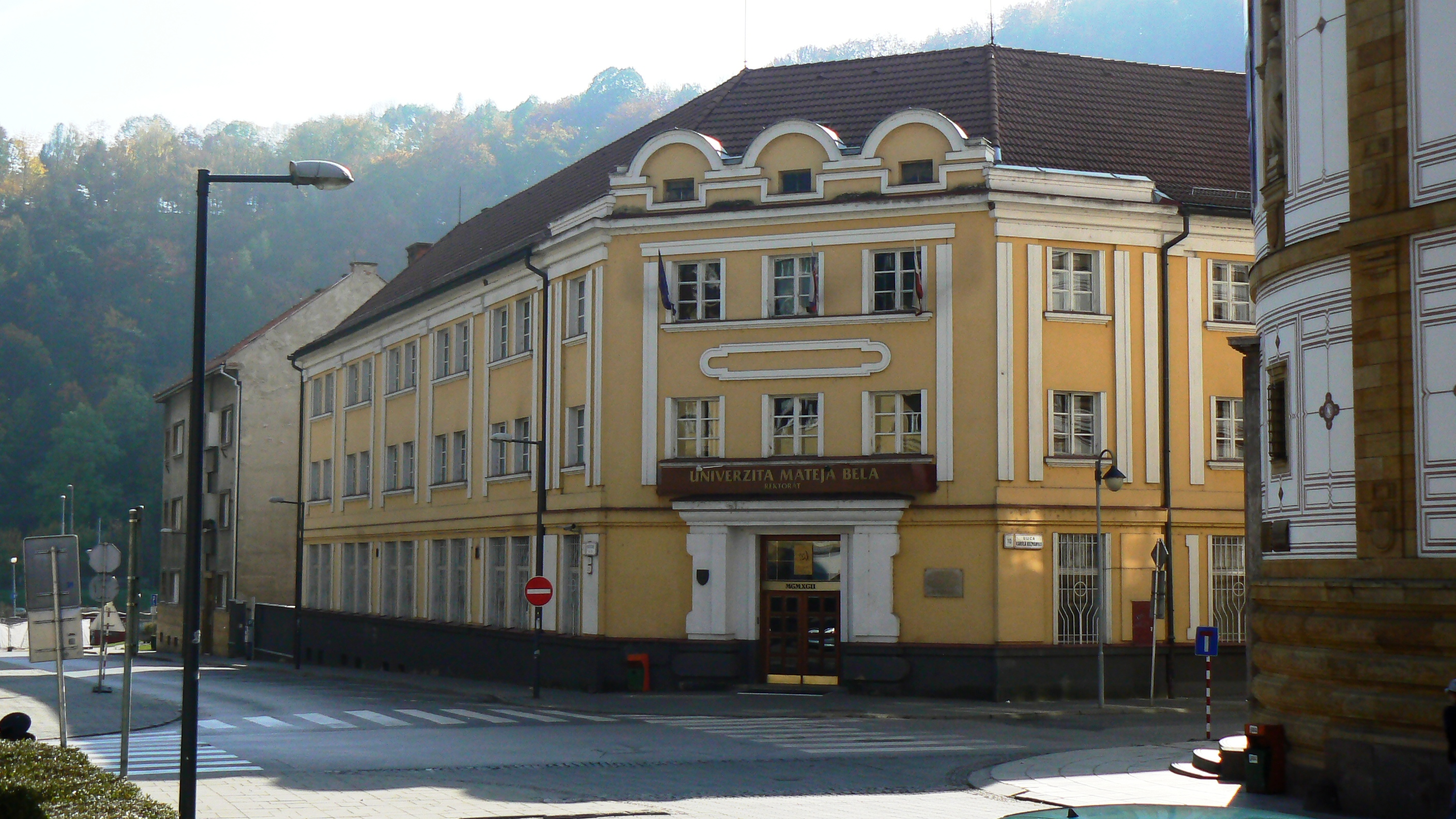
Rektorat der Matej-Bel-Universität

Die Matej-Bel-Universität Banská Bystrica (slowakisch: Univerzita Mateja Bela v Banskej Bystrici, kurz MBU) ist eine öffentliche Universität in Banská Bystrica, Slowakei. Mit rund 15.000 Studenten und 756 wissenschaftlichen Angestellten (2005) ist die Universität die drittgrößte des Landes.

## Geschichte
Die Matej-Bel-Universität Banská Bystrica wurde am 1. Juli 1992 gegründet und ist nach dem slowakischen Historiker, Theologen und Pädagogen Matej Bel benannt.

## Fakultäten
Die Matej-Bel-Universität Banská Bystrica gliedert sich in insgesamt sechs Fakultäten:
- Wirtschaftswissenschaftliche Fakultät
- Humanwissenschaftliche Fakultät
  - ehemalige Philologische Fakultät
- Naturwissenschaftliche Fakultät
- Pädagogische Fakultät
- Fakultät für Politikwissenschaft und Internationale Beziehungen
- Juristische Fakultät